# Duer flyver frit på himlen
Duer flyver frit på himlen er en dansk kortfilm fra 2010 med instruktion og manuskript af Marie Grahtø Sørensen.

## Handling
Denne artikel mangler et handlingsreferat. Hjælp os med at skrive det.